# Namahage

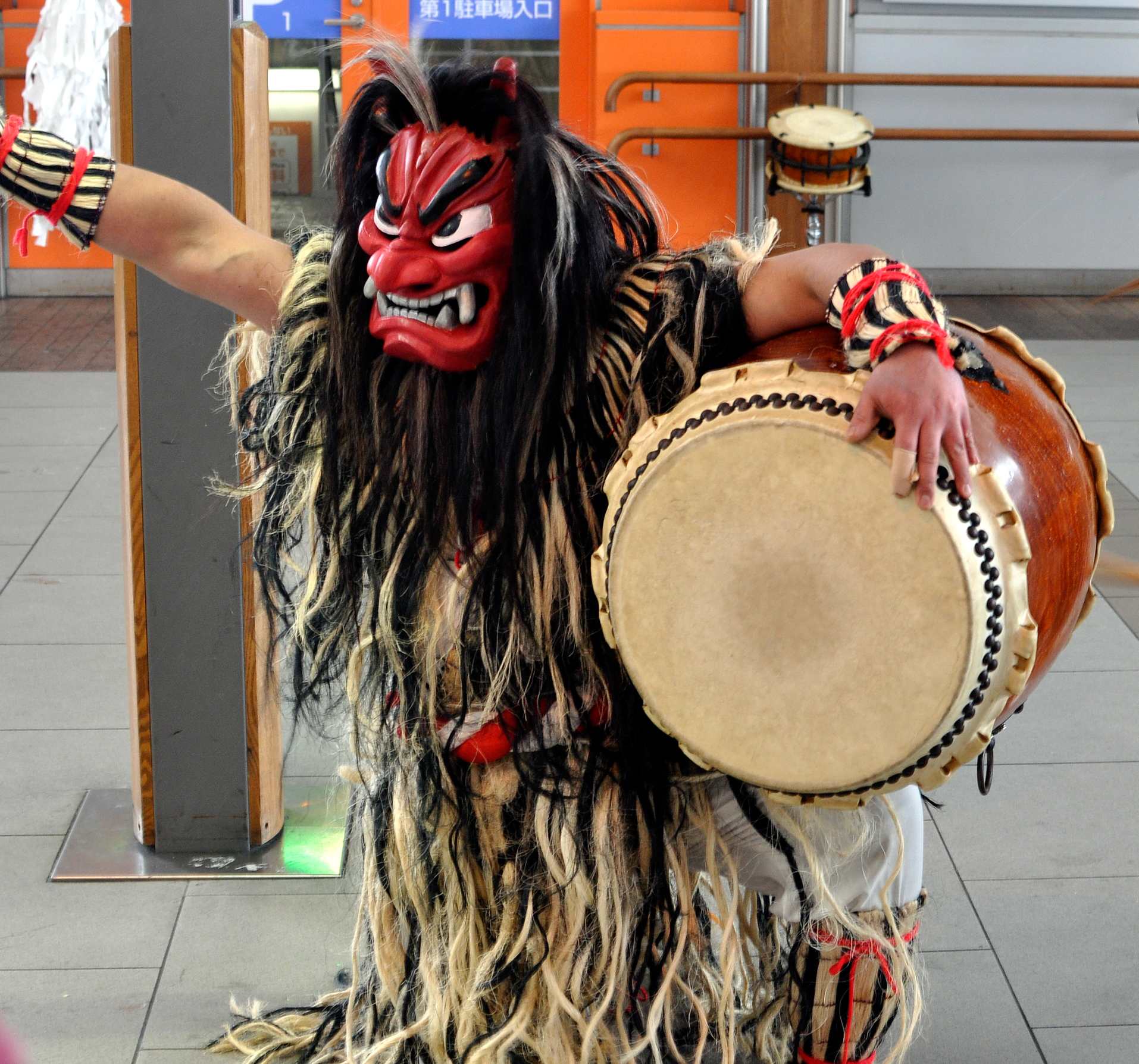
Costume rituale per il Namahage

Il Namahage (in giapponese ナマハゲ) è un rituale che si svolge durante la celebrazione del capodanno, nella penisola di Oga (nord-est del Giappone). Questo rito comporta la visita nelle case da parte di alcuni membri giovani del villaggio, travestiti con maschere demoniache e mantelli di paglia (mino), i quali recano benedizioni, ammoniscono le giovani mogli e spaventano i bambini. 
Nel momento in cui i Namahage (il termine designa sia il costume sia i visitatori) entrano nella dimora di qualcuno, vengono ricevuti dal capofamiglia con sakè e pesce. Dopo aver consumato le offerte, i Namahage elargiscono benedizioni e profetizzano sul raccolto a venire.

## Rituale
La semplicità del rituale non cela comunque la sua drammaticità: l'arrivo notturno dei Namahage è accompagnato da urla e versi simili a quegli degli animali, e spesso manifestano un'aggressività incontrollabile dovuta anche all'abuso di sakè; e i loro costumi sono appositamente finalizzati a incutere terrore ai più piccoli (oltre alle maschere, i Namahage portano un grosso coltello da cucina e un secchiello di legno). 
Sebbene oggigiorno questa celebrazione abbia perso le sue valenze religiose (in special modo dopo la temporanea abolizione delle tradizioni popolari da parte del governo durante la Seconda guerra mondiale, in quanto considerati retaggio del passato feudale), il Namahage è rimasto ancora una vivida testimonianza della tradizione popolare giapponese. 
Il Namahage è nato innanzitutto per spronare i membri di una comunità alla cooperazione. La cooperazione richiesta da tutti i membri di un comunità è una caratteristica tipica dei piccoli villaggi. Il Namahage serve a disciplinare le giovani donne che si sono sposate in un villaggio esogamo, gli uomini che sono stati presi come mariti da donne del villaggio, i bambini, cioè le persone di provenienza esterna al nucleo originale e che non sono state ancora integrate perfettamente nella comunità del villaggio. Inoltre, il ruolo dei visitatori sovrannaturali è sostenuto da giovani uomini che avranno in futuro l'autorità del villaggio. 
Il Namahage, non essendo un rito di ribellione, rappresenta quindi l'occasione e il mezzo per promuovere obbedienza, ordine e solidarietà all'interno delle piccole comunità di villaggio. La sopravvivenza di questo antico rito è proprio dovuto alla possibilità di mantenere un controllo sociale capillare all'interno di piccole comunità di villaggio, sorretto da un'azione rituale trasmessa di generazione in generazione, sebbene caratterizzato da uno “svuotamento semantico” che priva la performance rituale di qualsiasi riferimento a culto o credenza.

## Etimologia
Il termine “Namahage” deriva etimologicamente dal verbo hagu (“levare, togliere”) e da namumeyo, che nel dialetto della città di Akita significa “bruciore”, in riferimento al rossore cutaneo. Altri termini con lo stesso significato di Namahage sono Amamihagi, Sunekatakuri, Amamehagi e Namomehagi. 
Suneka-takuri, Mame-hagi e Amami-hagi significano “levar via le chiazze rosse”, ma anche “persona che toglie via le chiazze rosse”. Le chiazze rosse si riferiscono qui alla pelle chiazzata conosciuta col termine medico di cutis marmorata o, nei casi più gravi, come livedo reticularis. È un disordine dei vasi sanguigni causato dal surriscaldamento di certe parti del corpo. 
In Giappone questo disturbo è causato dalla maniera in cui le persone si riscaldano durante la stagione invernale. Molte persone fanno affidamento sul kotatsu, un braciere sul quale viene drappeggiato sui quattro angoli un copriletto, in modo che il calore proveniente dal braciere (oppure dall'unità elettrica) non si disperda nella stanza. Per stare al caldo la gente mette le braccia e le gambe all'interno del copriletto. La pelle chiazzata è la conseguenza di un prolungato riscaldamento e di inattività. 
I termini che designano questo tipo di malattia fanno riferimento anche alle persone pigre e inattive. Hidako è il termine generico per la pelle chiazzata nel nord-est del Giappone e nelle aree limitrofe; Suneke nella prefettura di Iwate, il già citato namumeyo (o namame) a Oga, e Amami a Minazuki, prefettura di Ishikawa, sono parole dialettali che indicano la stessa cosa. Invece le altre parti di questi termini, –takuri e –hagi, sono forme dialettali del verbo “levare”, “togliere” o di “persona che toglie”. 
Nel contesto della celebrazione, questi termini non indicano solo l'essere mitico che toglie via le chiazze rosse, ma implicano che quest'azione viene fatta per insegnare alle persone indolenti a non essere pigre e a non sedersi per troppo tempo vicino al kotatsu.

## Tradizioni simili
Sebbene il namahage di Oga sia diventato il più riconosciuto, tradizioni affini si trovano in altre regioni del Giappone:
- Akamata-Kuromata, un rituale simile ma segreto delle isole Yaeyama, Okinawa.
- Amaburakosagi (あまぶらこさぎ) nella prefettura di Ehime, Shikoku.
- Amahage (アマハゲ) della prefettura di Yamagata.
- Amamehagi (あまめはぎ) della prefettura di Ishikawa.
- Appossha (あっぽっしゃ) della prefettura di Fukui.
- Nagomehagi (ナゴメハギ) di Noshiro, Akita.
- Suneka (スネカ), Anmo, Nagomi o Nagomihakuri nella prefettura settentrionale di Iwate.
- Toshidon, rituale simile nelle isole Koshikijima, prefettura di Kagoshima.
- Yamahage nell'ex Yūwa, ora parte di Akita, Akita.